# Nagy József (táncművész)
Nagy József (Joseph Nadj) (Magyarkanizsa, 1957. december 13. –) táncművész, koreográfus, pantomimművész, rendező.

## Életpályája
Az általános iskolát szülővárosában fejezte be. Az 1970-es évektől Budapesten, az M. Kecskés András vezette Szkéné társulatnál pantomímjátékkal foglalkozott. 1976-ban az újvidéki Iparművészeti Szakközépiskolában diplomázott. 1980 óta Párizsban él. Párizsban Marcel Marceau-nál (1980–1982) majd Etienne Decraux-nál (1982–1983) tanult mímet és mozgást. 1986-ban megalapította a JEL Színház nevű mozgásszínházat. 1987-ben mutatta be első önálló rendezését. 1995–2016 között az Orléans-i Centre Choréographique National igazgatója volt. 2006-ban az Avignoni Fesztivál társigazgatója volt. 2012–2017 között a Trafó – Kortárs Művészetek Háza igazgatója volt. 2017-ben létrehozta párizsi székhelyű cégét, az Atelier 3+1-et.

## Rendezései
- Pekingi kacsa (1987)
- A rinocérosz hét bőre (1988)
- A kormányzó halála (1989)
- Comedia Tempio (1990)
- Orfeusz létrái (1992)
- A vad anatómiája (1994)
- Woyzeck (1994)
- A kaméleon kiáltása (1995)
- Habakuk-kommentárok (1996)

## Díjai
- A hamburgi színházi fesztivál nagydíja (1988)
- az év koreográfusa (1989)
- Párhuzamos Kultúráért díj (2008)[5]
- Érdemes művész (2011)